# Saab 35 Draken
 (juillet 2012).
Si vous disposez d'ouvrages ou d'articles de référence ou si vous connaissez des sites web de qualité traitant du thème abordé ici, merci de compléter l'article en donnant les références utiles à sa vérifiabilité et en les liant à la section « Notes et références ».
Le Saab J35 Draken (« Dragon » ou « cerf-volant ») est un avion de chasse conçu et construit par la Suède, successeur du Saab J 29 Tunnan. Il se caractérise par une aile en double delta et pouvait atteindre la vitesse de Mach 2,0 à partir de la version J 35D. Environ 600 Draken ont été construits au total, mis en service dans 4 armées de l'air différentes jusqu'au début des années 2000.

## Historique

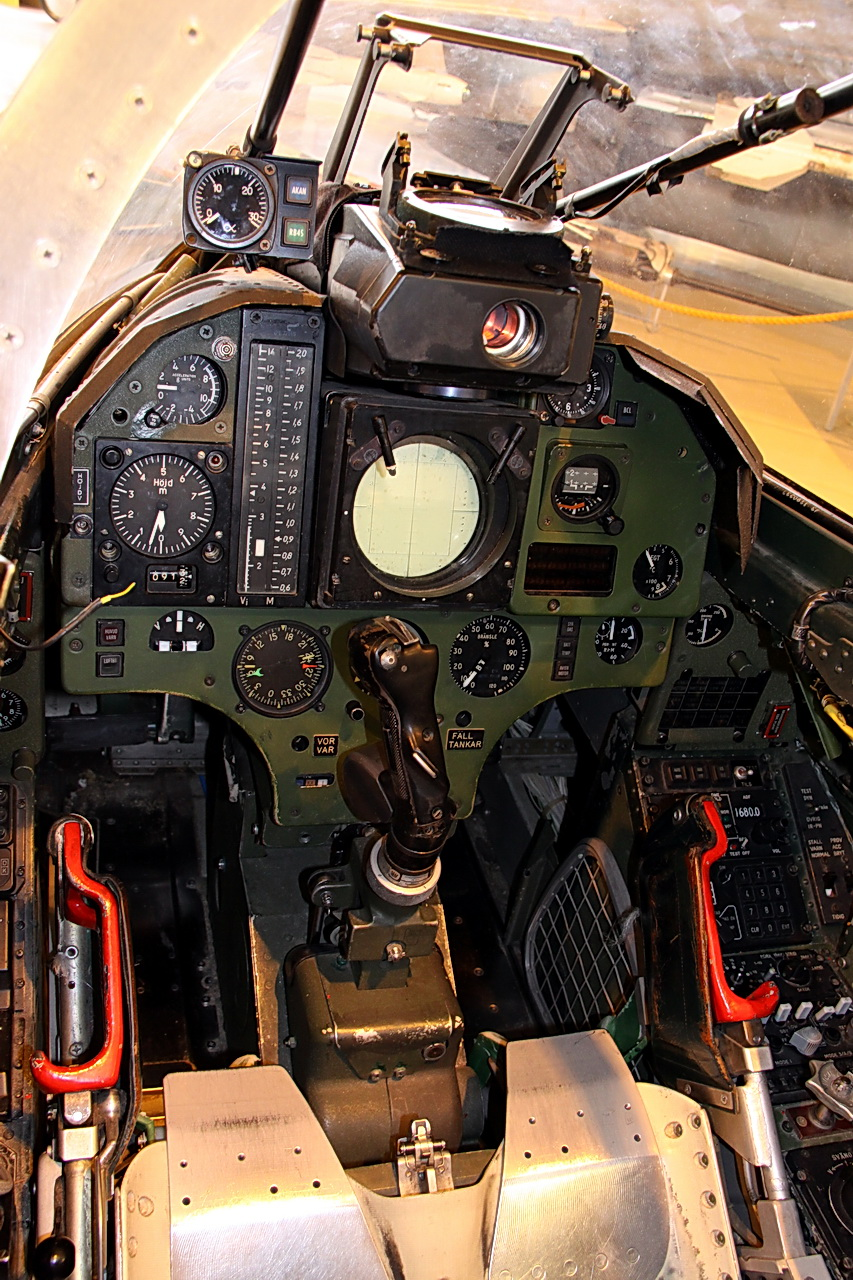
Cockpit d'un Saab 35SF

En 1949, l'armée de l'air suédoise émet un cahier des charges pour le successeur du Saab J 29 Tunnan : l'avion doit dépasser Mach 1,4, être capable d'opérer à partir de portions de routes aménagées, et facile à maintenir. Les ingénieurs de Saab finissent par proposer une formule à aile en double delta : contenant du carburant et le train d'atterrissage principal, le début de l'aile a une flèche de 80° tandis que, pour augmenter la portance à faibles vitesses, l'extrémité a une flèche de 57° seulement.
Après des essais en soufflerie, un prototype à échelle réduite (70 % du Draken) est construit sous la désignation Saab 210, et fait son premier vol le 21 janvier 1952. Cette maquette volante effectuera environ un millier de vols d'essais. L'avion sera modifié pour déplacer les entrées d'air frontales sur les côtés du fuselage. En août 1953, trois prototypes du futur Draken sont commandés. Le premier d'entre eux fait son vol inaugural le 15 octobre 1955 avec un réacteur provisoire et, une fois équipé du moteur définitif, dépasse le mur du son le 26 janvier 1956.
En avril 1956, les deux premiers prototypes sont endommagés à la suite d'un atterrissage sur le ventre. Ils sont cependant réparés et les essais en vol reprennent au rythme prévu. Deux avions de présérie contenant l'intégralité des systèmes de la première version J 35A sont construits en 1958. Les livraisons à l'armée de l'air suédoise commencent en mars 1960. En cours de production, la postcombustion du réacteur est modifiée, ce qui entraîne un allongement de la tuyère et conduit à installer deux petites roulettes à l'arrière pour éviter de frotter contre la piste lors des décollages.
Le premier J 35B fait son vol inaugural le 29 novembre 1959. Il adopte la nouvelle tuyère des derniers J 35A mais aussi une nouvelle avionique pour s'intégrer au système de défense aérienne STRIL (en) 60. Il peut emporter des roquettes de 75 mm sous le fuselage, en complément de ses missiles air-air. Cette version est mise en service en 1961.
Le premier biplace d'entraînement Sk 35C fait son vol inaugural le 30 décembre 1959. Pour compenser la réduction de la capacité en carburant du fait de l'ajout d'un second siège, les deux canons sont supprimés pour ajouter plus de carburant dans les ailes. Le radar est également supprimé.
Le 27 décembre 1960 vole le premier J 35D, équipé d'un réacteur RM6 offrant 15 % de puissance supplémentaire, ce qui permet enfin d'atteindre Mach 2,0. Un nouveau siège éjectable, un nouveau pilote automatique et un nouveau radar sont installés. La capacité en carburant est augmentée pour compenser l'augmentation de la consommation du nouveau réacteur. Le J 35D est mis en service à partir de 1963.
En 1965 sont mises en service deux nouvelles versions : le S 35E de reconnaissance et le J 35F de chasse. Le S 35E dispose de sept caméras dans le nez, à la place du radar. Le premier vol a lieu le 27 juin 1963 et la production comprend deux lots légèrement différents : une basée sur le J 35D et l'autre intégrant des apports du J 35F. De son côté, le J 35F dispose d'une nouvelle postcombustion, d'une avionique améliorée, d'un seul canon au lieu de deux, et peut emporter de nouveaux missiles air-air à guidage radar semi-actif. Il s'agit en fait d’AIM-4 Falcon américains construits sous licence.
À la fin des années 1980, la Suède lance un programme de remise à niveau de ses J 35F, qui entraîne l'installation d'un nouveau radar et le remplacement de la majeure partie de l'électronique de bord. Deux pylônes d'emport de charge sont également ajoutés sous les ailes. Au total, 67 avions sont modifiés et deviennent des J 35J. Les derniers Draken suédois sont retirés du service en 1998.

## Le Draken à l'export
Le Danemark passe d'abord une commande de 20 35F destinés à l'attaque au sol, dépourvus de radar mais avec 8 pylônes d'emport de charge. Livrés au début des années 1970, ces avions sont modernisés dans les années 1980 avec en particulier l'ajout d'un désignateur de cibles laser et un nouveau système de navigation et d'attaque. Ils sont très vite accompagnés de 20 RF 35 de reconnaissance (qui ont conservé leurs canons) et de 11 TF 35 biplaces d'entraînement (qui disposent d'un canon et du moteur du J 35F). Les Draken danois sont retirés du service au début des années 1990.

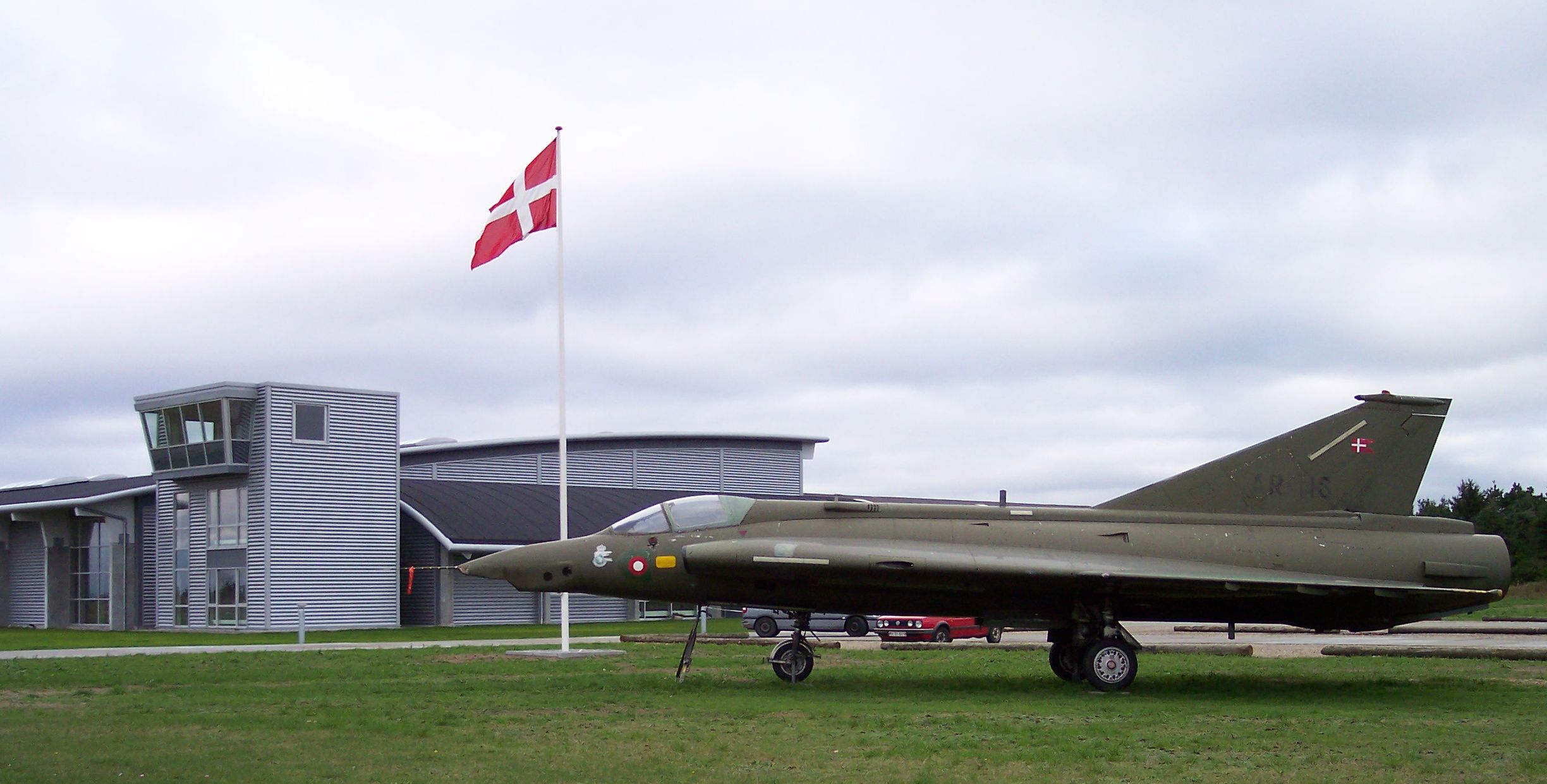
Un RF 35 de reconnaissance danois

En 1970, la Finlande commande 12 J 35F avec des canons et une avionique différents, qui seront désignés J 35S. Ces avions sont assemblés localement à partir de kits fournis par Saab et mis en service en 1975. Dans l'intervalle, 7 J 35B et 3 Sk 35C sont loués à la Suède puis finalement achetés. Au milieu des années 1980, 24 J 35F et 2 Sk 35C d'occasion viennent s'ajouter à la flotte. Les 48 Draken finlandais sont retirés au début des années 2000.
En 1985, l'Autriche achète à la Suède 24 J 35D d'occasion. Ces avions sont révisés, reçoivent un détecteur d'alerte radar et un lance-leurres, avant leur livraison 2 ans plus tard sous la désignation J 35O. Les Draken de la force aérienne autrichienne seront les derniers à rester en service, puisqu'ils ne sont réformés qu'en novembre 2005.
Cependant, aux États-Unis, la National Test Pilot School (en) (soit l'équivalent de l'École du personnel navigant d'essais et de réception) a acquis 6 Draken ex-danois à la fin des années 1980, dans le but d'entraîner ses élèves aux conditions de vol particulières sur cet appareil double delta. En 2008, seuls restent en ligne un TF-35 et un RF-35, qui continuent à opérer depuis le Mojave Spaceport dans le Désert des Mojaves en Californie.

## Versions

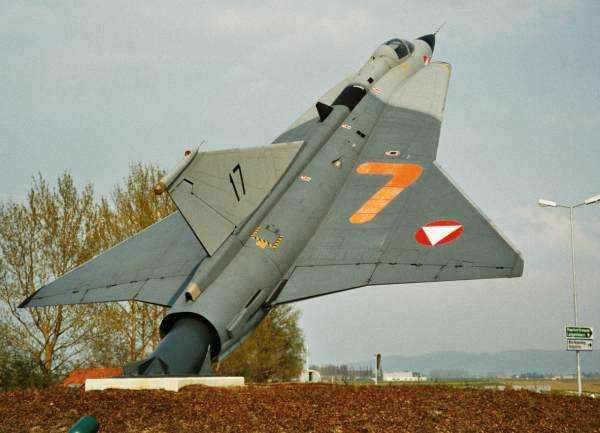
Un Draken autrichien

- J 35A - Version initiale avec 2 canons et radar PS-02/A (90 exemplaires)
- J 35B - Version intégrée au système STRIL 60 (73 exemplaires)
- Sk 35C - Version biplace d'entraînement (26 exemplaires)
- J 35D - Version avec un turboréacteur plus puissant (92 exemplaires)
- S 35E - Version de reconnaissance (60 exemplaires)
- J 35F - Première version équipée de missiles air-air guidés par radar (230 exemplaires)
- J 35J - Mise à jour complète de l'avionique des J 35F (67 avions modifiés)
- J 35O - J35D modifiés pour l'Autriche (24 exemplaires)
- J 35S - J35F modifié pour la Finlande (12 exemplaires)
- F 35/RF 35/TF-35 - Versions destinées au Danemark (51 exemplaires)

## Culture populaire
Le Saab J-35 « Draken » est visible dans les bandes dessinées suivantes :
- Buck Danny Tome 38 « La Vallée de la mort verte » ; Tome 39 « Requins en Mer de Chine  » ; Tome 40 	« Ghost Queen » ;
- Tanguy et Laverdure Tome 9 « Les anges noirs » ;
- Dan Cooper Tome 5 « Duel dans le ciel ».

À la télévision, un Draken est mis en scène dans une publicité pour la Renault Clio Série spéciale « Jet » (2010). Au cinéma, deux exemplaires jouent le rôle des « méchants » dans le film américain Fire Birds (1990).
Dans les jeux vidéos, le Saab J-35 « Draken » est utilisable dans les jeux Wargame: AirLand Battle et Wargame: Red Dragon pour la Suède et le Danemark. Le Saab J-35 Draken est aussi utilisable dans le jeu War Thunder pour la Suède. Le Saab J-35 Draken est le premier chasseur de supériorité aérienne disponible pour les pays de la « Europe » sur Conflict of Nations - World War 3. Enfin, le Saab J-35 peut être piloté dans le jeu Ace Combat: The Belkan War.

### Aéronefs comparables
- Avro Canada CF-105 Arrow
- Convair F-102 Delta Dagger
- Convair F-106 Delta Dart
- Dassault Mirage III
- HAL Tejas
- Mikoyan-Gurevich MiG-21

### Ordre de désignation
Saab B3 - Saab B5 - Saab 17 - Saab 18 - Saab 21 - Saab 29 - Saab 32 - Saab 35 - Saab 37 - Saab 39